# Lucas Platero
Lucas Platero Méndez (Madri, 1970) é um docente e pesquisador espanhol, reconhecido por seu activismo na luta pelos direitos do coletivo LGBT.

## Trajectória
Platero é doutor em Sociologia e Ciências Políticas pela Universidade Nacional de Educação a Distância (UNED), licenciado em Psicologia pela Universidade Complutense de Madri (UCM) e docente em intervenção-sócio comunitária e pesquisador. Ademais, dirige a Série Geral Universitária, da Editorial Bellaterra.
Enquanto estudante, foi ativista em várias organizações feministas e de lesbianas. Além disso, foi membro fundador de RQTR (Erre que te erre), primeira associação universitária LGBT do Estado espanhol, estabelecida na Universidade Complutense de Madri em 1994. Seu ativismo se transformado num ativismo baseado fundamentalmente na investigação académica. Suas linhas de trabalho incluem a sexualidade não normativa, as interseções das diferentes formas de exclusão e a pedagogia transformadora.
Segue uma dupla linha de publicações, sendo elas: publicações dirigidas a uma audiência académica especializada, através de revistas de investigação, e com atenção especial à transexualidade e as relações de género dêem o contesto espanhol, bem como à relação interseccional entre incapacidade, género e sexualidad, e políticas públicas. Por outro lado, possui várias publicações dirigidas ao público em geral, mais divulgativa.

## Reconhecimentos
Em 2006, Platero recebeu o primeiro prêmio María Anjos Durán de Inovação Científica no Estudo das Mulheres e do Género da Universidade Complutense de Madri junto a María Bustelo, Emanuela Lombardo, Silvia López e Elin Paterson pela obra As Políticas de Igualdade de Género em Espanha e Europa: uma análise de marcos interpretativos. Ao ano seguinte, a Diputación Provincial de Huelva outorgou-lhe o segundo prêmio de Investigação em Igualdade de Género pelo artigo Género e orientação sexual: desigualdades que intersectan nas políticas centrais e autonómicas? uma análise da representação dos problemas na agenda política espanhola de igualdade (1995-2005).
Recebeu o prêmio Emma Goldman da Fundação Flax, em 2020, por sua trajetória científica e divulgativa. Além disso, recebeu uma das Plumas 2020 da FELGTB  como reconhecimento a seu ativismo trans e à importância de sua figura como referente em políticas queer e interseccionales.

## Obra
- 2007 – Ferramentas para combater o bullying homofóbico. Talasa Edições. ISBN 978-84-96266-23-0.
- 2008 – Lesbianas. Discursos e representações. Melusina. ISBN 84-96614-38-7.
- 2012 – Interseções. Corpos e sexualidades na encrucijada. Edicions Bellaterra. ISBN 978-84-7290-603-7.
- 2014 – Trans*exualidades. Acompanhamentos, factores de saúde e recursos educativos. Em colaboração com a ilustradora Isa Vázquez. Edicions Bellaterra. ISBN 978 84 7290 688 4.
- 2015 – Por um chato de vinho. Histórias de travestismo e masculinidad feminina. Edicions Bellaterra. ISBN 978 84 7290 716 4.
- 2017 – Barbarismos queer e outras esdrújulas. Edicions Bellaterra. ISBN 978-84-7290-829-1.
- 2017  – Investigação sociológica sobre as pessoas transsexuais e suas experiências familiares. Ayto. Madri. ISBN 978-84-617-8588-9
- 2019 – Corpos Marcados. Vidas que contam e políticas públicas. Edições Bellaterra. ISBN 978-84-7290-939-7.
- 2020 –  (h)amor6 trans. Edições Continta Tens-me. ISBN 978-84-122760-2-2.